# Santuario della Madonna del Monte Sacro di Novi Velia
Il santuario della Madonna del Sacro Monte di Novi Velia, noto nel Cilento più semplicemente come santuario del Monte Sacro o Madonna del Monte, si trova nel comune di Novi Velia sulla cima del Monte Gelbison, a 1705 s.l.m..
Il sito religioso è meta di pellegrinaggi fin dal XIV secolo ed è noto per essere uno straordinario punto panoramico sul Cilento, sul Vallo di Diano e sul golfo di Salerno. La stagione dei pellegrinaggi si protrae dall'ultima domenica di maggio alla seconda domenica di ottobre.

## Geografia
Probabilmente, nello stesso punto in cui ora è presente il santuario mariano, sorgeva un antico tempio religioso pagano, edificato dagli Enotri in onore di una loro divinità, identificata con Era. Quasi certamente il sito religioso era già conosciuto al tempo dei Saraceni: infatti Gelbison sembra derivare da Gebel-el-son, che in arabo significa "monte dell'idolo". Dato il suffisso "son" potrebbe trattarsi anche di un nome di derivazione germanica.
Si ritiene che la fondazione del santuario cristiano, sul preesistente sito pagano, risalga al X o XI secolo ad opera di monaci basiliani italo-greci che all'epoca dei Longobardi si insediarono nel Cilento.
Inizialmente i monaci basiliani dovettero sistemarsi nelle grotte, di cui il Monte Gelbison è ricco, per dedicarsi alla contemplazione eremitica, per poi edificare un luogo di culto in cima al monte.
Il primo documento che attesta l'esistenza del santuario risale al 1131, parla di una rupis Sanctae Maria nel feudo di Rofrano (l'altro versante del monte rispetto a Novi Velia) e si trova in un Diploma dato da Ruggero II il Normanno, all'abate Leonzio di S. Maria Grottaferrata.
In seguito il sito religioso cristiano sarebbe stato ampliato e, divenuto santuario, fu posseduto per alcuni anni dal vescovo di Capaccio ma nel secolo XIV fu acquistato dai Marzano, ammiragli del Regno, e concesso in uso ai monaci della congregazione dei celestini di Novi, per i quali aveva mutato in convento il suo castello:
Nel momento in cui l'Ordine dei Celestini decadde e si estinse del tutto nel sec. XVIII, il santuario ritornò al vescovo di Capaccio.

## Il santuario
L'edificio è a tre navate divise da colonne in pietra e la volta a botte reca decorazioni ad affresco.
Oltre la chiesa, ingrandita nel 1908, fanno parte di complesso la cappella di San Bartolomeo, monaco bizantino da non confondersi con l'Apostolo, patrono di Pellare, il convento, la foresteria e altre piccole pertinenze civili e religiose.
Nel presbiterio sono collocate alcune pregevoli statue di legno tra le quali  la statua lignea della Vergine che è rappresentata seduta, col Bambino sul braccio sinistro e con la destra atteggiata a distribuire favori divini. La statua della Vergine presenta il  viso bruno allungato, gli occhi alla greca e una figura slanciata che sembrano rifarsi all'iconografia bizantina importata in Italia dai citati monaci basiliani.

## Pellegrinaggio e tradizioni popolari
Il santuario è meta di pellegrinaggi sin dal ‘300. Attualmente il santuario è aperto ai pellegrini dall’ultima domenica di maggio fino alla seconda domenica di ottobre. 
Per raggiungere la vetta ove è situato il Santuario si possono seguire a piedi i secolari sentieri dei pellegrini oppure si possono percorrere le strade carrozzabili da Vallo della Lucania o Rofrano.
Lungo il percorso per giungere in cima il pellegrino incontra diversi luoghi ove la devozione popolare ritiene sia apparsa la Madonna, nonché la sorgente di  Fiumefreddo (conosciuta anche come Acquafredda), con l'abbeveratoio per gli animali.
Da segnalare che nei pressi del santuario è presente un monticello di pietre, formatosi con quelle pietre portate nei secoli dai pellegrini in segno di devozione, ove si erge una croce di ferro e da questo punto comincia la Via Crucis in maioliche del '700, che porta davanti al complesso del santuario.
Numerose sono le tradizioni popolari collegate al pellegrinaggio al Monte Sacro.
Tra le più note si ricorda la preparazione e il trasporto al santuario delle cosiddette "cente", ovvero insieme di ceri votivi che il pellegrinaggio porta, in dono, alla Vergine. Sono conficcati su ossature di legno leggero, a forma di barca o di torre, a seconda del paese di provenienza e addobbati con nastri multicolori. Delle volte i pellegrini portano anche i "torcioni", che sono delle grandi candele dipinte, come ceri pasquali.
Alcuni pellegrini prima di entrare in chiesa fanno sette giri intorno alle sue mura, (tradizione di cui si ignora il significato), altre testimonianze dichiarano che i giri intorno alle sue mura sono nove in riferimento ai mesi di gestazione della donna.
Altri compiono in ginocchio il percorso dalla soglia all'altare, implorando la Vergine con gli appellativi più belli.
Si ricorda infine che sino ai primi anni '80 del  XX secolo, era fortemente d'uso nel Cilento, giungere al santuario sul Monte Sacro al termine di un cammino a piedi che poteva durare anche qualche giorno.

## Leggende

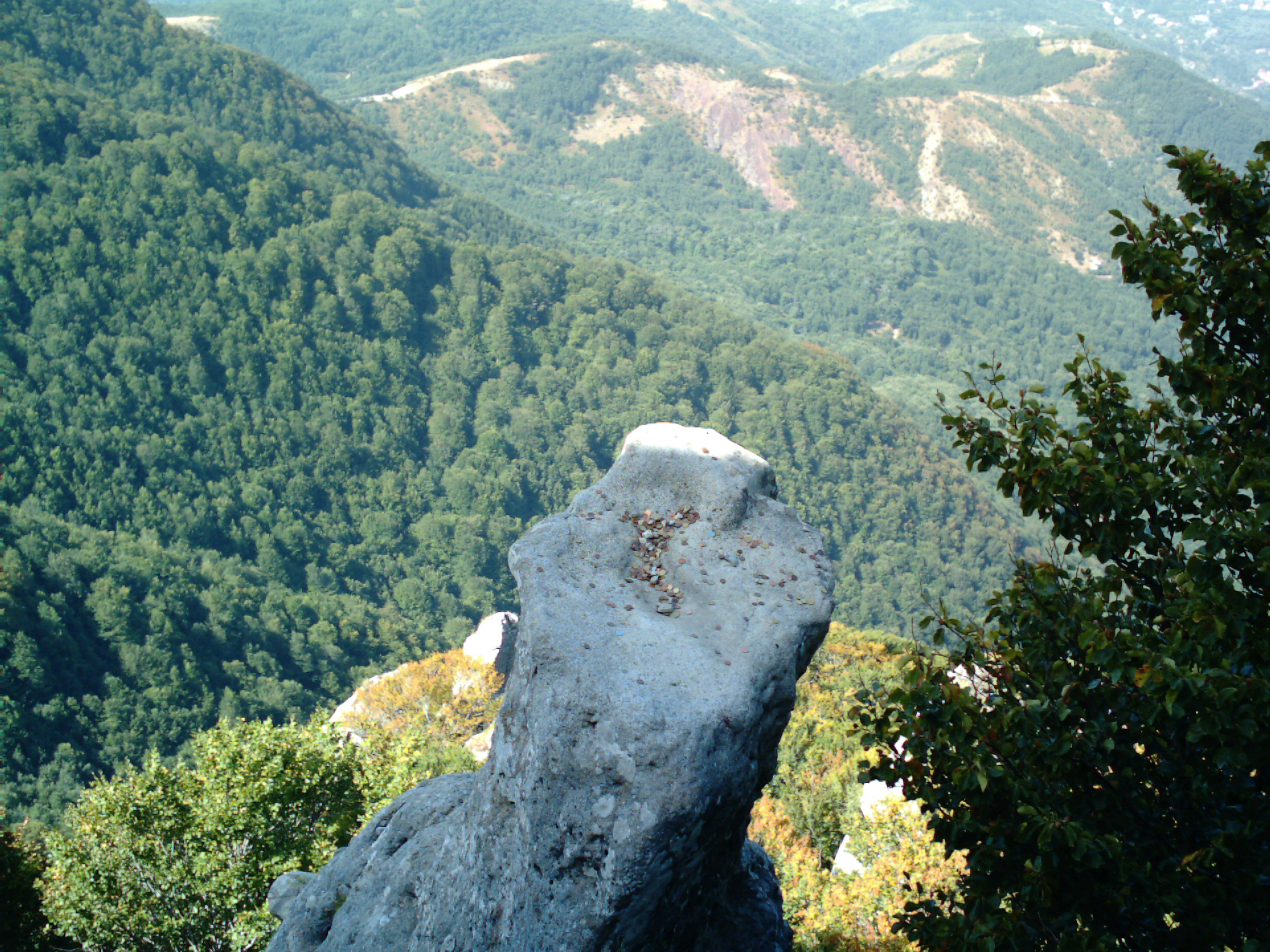
La cosiddetta Ciampa di Cavallo situata oltre la balaustra del piazzale posto innanzi al santuario del Monte Sacro.

Secondo la tradizione locale, la fondazione del santuario sarebbe da attribuire ad alcuni pastori di Novi Velia, i quali volevano edificare per loro comodità un piccolo tempio dedicato alla Madonna, alle falde del monte Gelbison.  Secondo la leggenda i tentativi  dei pastori risultarono vani poiché al mattino trovavano disfatto il lavoro del giorno precedente. Pertanto i pastori decisero di vegliare di notte per scoprire gli autori della demolizione e portarono con loro un agnello per cibarsene. Ma, sul punto di essere ucciso, l'agnellino sfuggì loro dalle mani e corse fin sulla vetta del monte, arrestandosi davanti ad un muro che ostruiva una piccola grotta. In essa era l'effigie della Madonna. I pastori ridiscesero a raccontare l'accaduto ai compaesani e al vescovo di Capaccio, poiché allora non c'era ancora il vescovado a Vallo della Lucania. Il vescovo si recò sul luogo per constatare con i propri occhi ma, al momento di benedire la grotta, risuonò una voce dall'alto: Questo luogo è santo ed è stato consacrato dagli Angeli.
Un'altra leggenda narra che in età longobarda, due cavalieri giunsero sulla vetta del monte e mentre uno varcò il portale della chiesa per ringraziare la Madonna, l'altro non entrò nel santuario e rimase a schernire da fuori l'altro cavaliere per questo suo gesto di "debolezza" che poco si addiceva ad un vero guerriero. Ma all'improvviso il suo cavallo s'imbizzarrì e in pochi attimi raggiunse l'orlo del precipizio adiacente alla chiesa per accingersi ad effettuare un salto nel vuoto. Allora il cavaliere implorò l'aiuto della Madonna la quale gli salvò la vita facendo arrestare la cavalcatura su un pinnacolo di roccia calcarea sporgente oltre il ciglio del precipizio. Da allora tale spuntone di roccia è denominato "ciampa (cioè zampa) di cavallo".
Da tale episodio deriverebbe l'usanza, da parte dei pellegrini, di lanciare monetine (un tempo si lanciavano sassi del suolo sacro) nel tentativo di centrare lo spuntone di roccia. Secondo la tradizione se nel tentativo vi riesce una donna nubile, ella ritornerà al santuario da sposata, se invece è un anziano a centrare la roccia, egli farà ritorno al santuario l'anno successivo.